# جون كيسي (أستاذ جامعي)
جون كيسي (بالإنجليزية: John Casey)‏ هو صحفي وكاتب بريطاني، ولد في 1939.